# Mercado Central de Buenos Aires
El Mercado Central de Buenos Aires es el centro comercializador de frutas y hortalizas que abastece a la Ciudad Autónoma de Buenos Aires y al Gran Buenos Aires. La Corporación del Mercado Central de Buenos Aires funciona como entidad pública interestadual, con capacidad de derecho público y privado, gerenciada por una entidad tripartita en la que participan con partes iguales el Gobierno de Argentina, el Gobierno de la Ciudad de Buenos Aires y el Gobierno de la Provincia de Buenos Aires. 

## Construcción
Construido por etapas desde comienzos de la década de 1970, entró en pleno funcionamiento el 15 de octubre de 1984 y se lo reconoce como la primera gran obra pública desde el retorno a la democracia y su inauguración fue realizada por la Subsecretaría de Comercio Interior del gobierno de Raúl Alfonsín, ejercida en ese momento por Marta Más. Con la sanción de la Ley 10202 de la provincia de Buenos Aires se prohibió las compras mayoristas en los partidos del conurbano y estableció que deben hacerse en el Mercado Central de Buenos Aires (con la excepción de los partidos de: Berazategui, Cañuelas, Florencio Varela, Quilmes y San Vicente; que pueden elegir la compra mayorista en el Mercado Regional de La Plata o en el Mercado Central de Buenos Aires).

## Arquitectura y aspecto

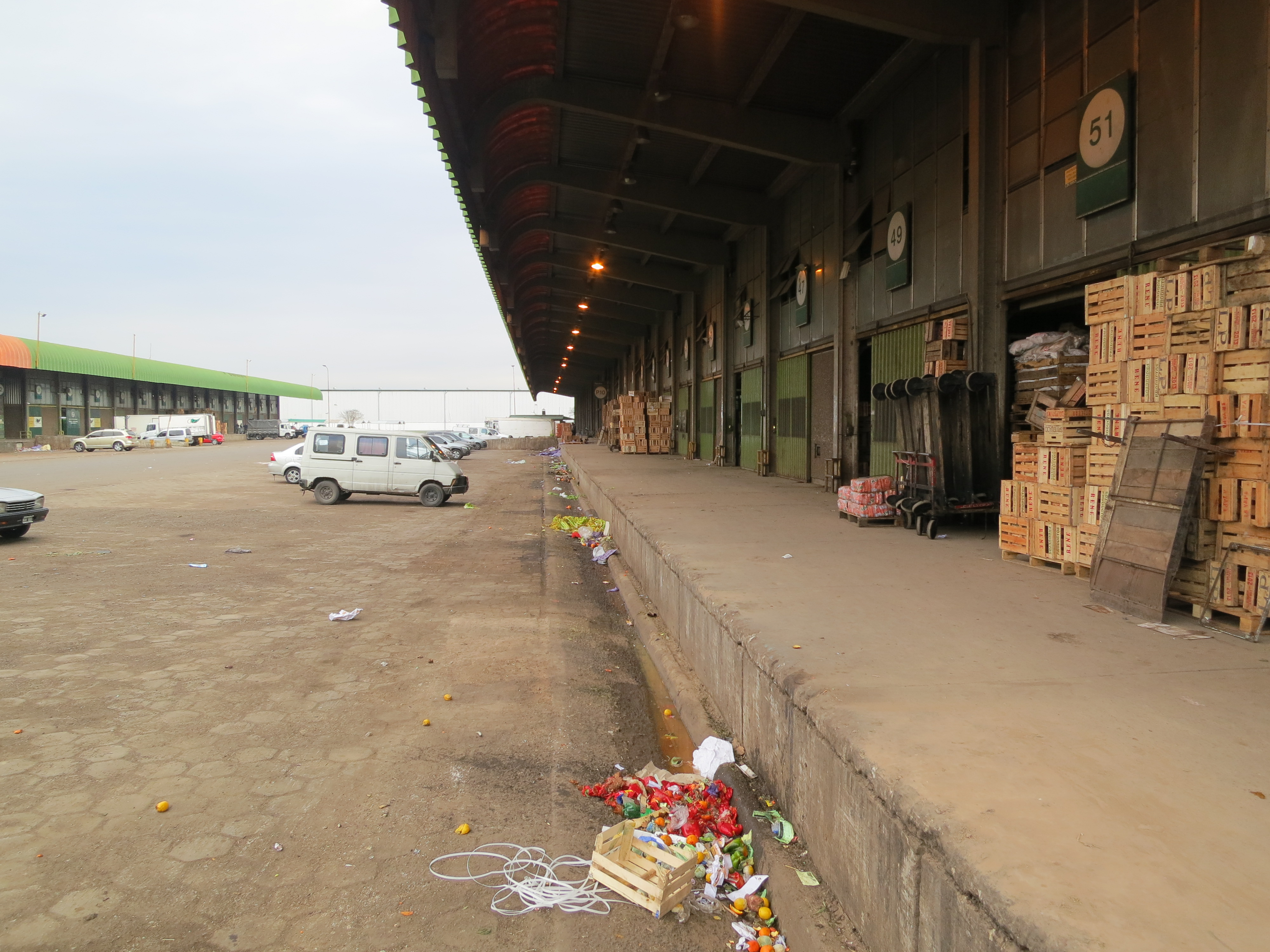
Andenes de la Estación Mercado Central

La construcción del Mercado Central se extendió por más de quince años. En 1971 se realizó el concurso nacional para el diseño de las naves de comercialización, ganado por el estudio Llauró-Urgell y Asociados y concluidas para 1973. Colaboraron los estudios de ingeniería Arturo Bignoli y Asoc. y Federico B. Camba y Asoc., encargados del diseño de las estructuras, que se realizaron en serie y premoldeadas. La obra estuvo a cargo de la empresa Seidman y Bonder S.A.